# Pillage du patrimoine archéologique
Le pillage du patrimoine archéologique ou pillage archéologique rassemble l'ensemble des actions clandestines menées sur des sites archéologiques, souvent à l'aide d'outils de détection métallique. Le principal objectif des pilleurs est de prélever les vestiges archéologiques pour les revendre de manière occasionnelle ou organisée, notamment sur Internet.

« Constituent des éléments du patrimoine archéologique tous les vestiges, biens et autres traces de l'existence de l'humanité, y compris le contexte dans lequel ils s'inscrivent, dont la sauvegarde et l'étude, notamment par des fouilles ou des découvertes, permettent de retracer le développement de l'histoire de l'humanité et de sa relation avec l'environnement naturel. »

## Législations

### En Belgique
En Belgique, le code wallon du patrimoine indique que l'activité de détection qui implique la modification du sol ou le prélèvement d'objets doit faire l'objet d'une demande d'autorisation octroyée par l'Agence wallonne du patrimoine (AWaP)(art. 34, R.34-1 à R.34-7 et AM.34-7). Il précise que le titulaire de l'autorisation délivrée par l'AWaP ne peut pas : exercer son activité sur les biens classés et les sites archéologiques visés à la carte archéologique ; exercer son activité sur un site en cours de fouille ou de sondage archéologique, sauf accord préalable de l’inspecteur général ou de son délégué ; vendre un objet découvert et enfin sortir hors du territoire de la Région wallonne un objet découvert,.

### En France

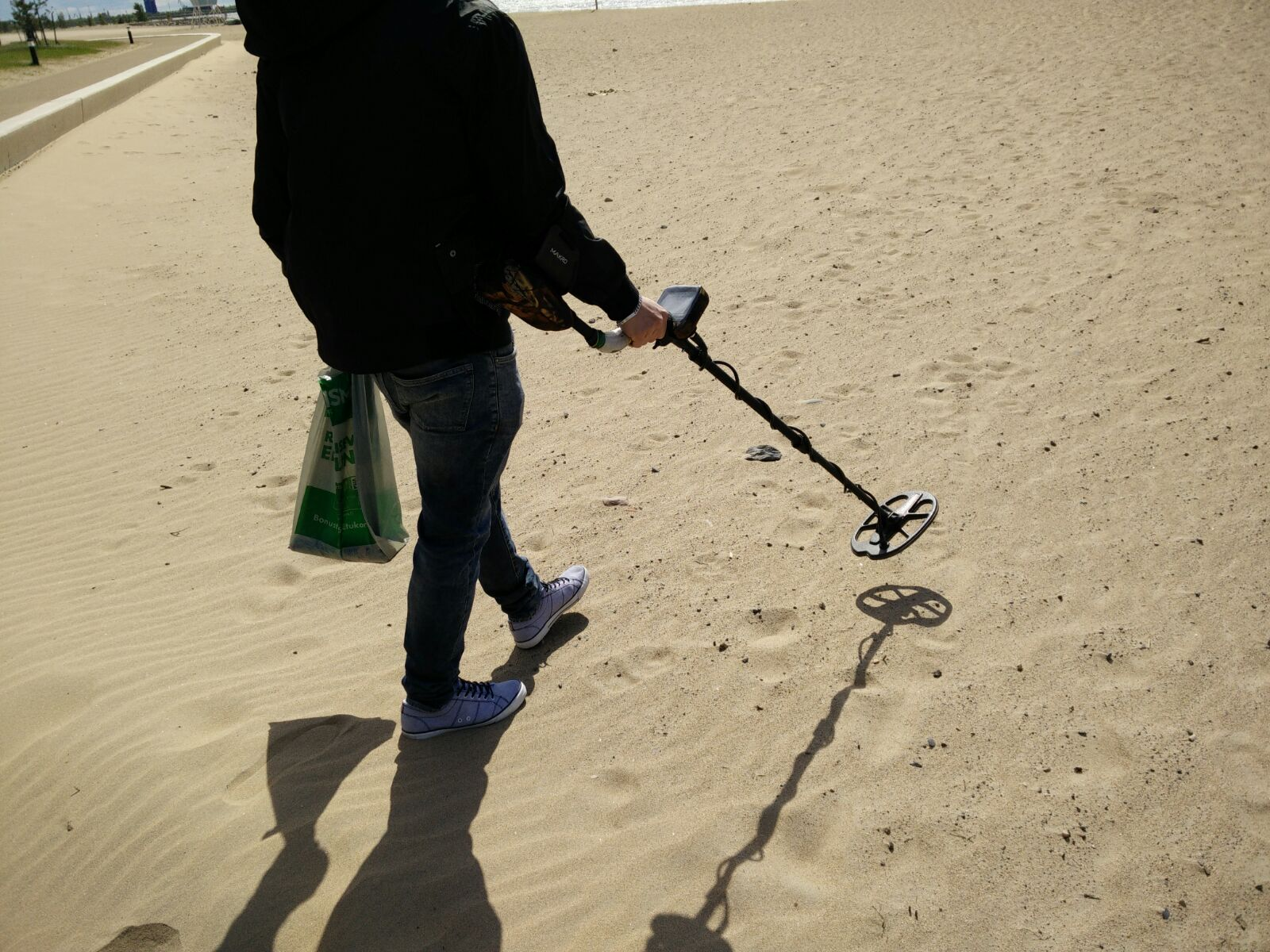
Utilisation d'un détecteur de métal sur une plage. Cette pratique est interdite en France sans autorisation préfectorale.

En France, ces actes constituent des infractions réprimées par le code du Patrimoine, notamment la fouille archéologique sans autorisation (art. L. 531-1 et L. 544-1), l'utilisation sans autorisation d'un détecteur de métaux (art. L. 542-1 et R. 544-3) ou encore la vente ou l'acquisition d'objets provenant d'une fouille clandestine (art L. 544-4 et L. 544-7), et par le code pénal (art. 322 3 1).
Le ministère de la culture agit à la fois dans le domaine de la répression et de la prévention de ce phénomène. D'une part, il a renforcé ses liens avec les services compétents en gendarmerie, police, justice et douanes pour favoriser les collaborations et les échanges. Le 21 juillet 2022 une convention nationale a été signée au Musée d'archéologie nationale à Saint-Germain en Laye entre la gendarmerie et le ministère de la Culture. Sur cette base, en région Provence-Alpes-Côte d'Azur, a été mis en place un réseau de soixante-dix "gendarmes référents archéologie".L'État n'hésite désormais plus à s'engager dans des actions pénales, comme ce fut récemment le cas dans une affaire de pillage en Seine-et-Marne, où l'agent judiciaire de l'État s'est porté partie civile. Le ministère a également constitué un groupe de suivi de l'action pénale, au sein de la direction générale des patrimoines. Une étroite collaboration avec les services régionaux de l'archéologie permet une remontée rapide des informations locales.
Sur le plan des outils juridiques, la récente loi du 7 juillet 2016 relative à la liberté de la création, à l'architecture et au patrimoine a apporté une modification importante à l'article 322-3-1 du code pénal qui permet de réprimer toute destruction ou dégradation volontaire d'éléments du patrimoine archéologique. Pour permettre, en amont, de prévenir ou de limiter les actions de pillage, le ministère a également développé une politique de formation, initiale et permanente, sur le sujet. Des actions de sensibilisation sont notamment menées auprès des services de gendarmerie et des procureurs, mais également auprès des élus et des citoyens, par exemple à l'occasion des Journées de l'Archéologie ou des Journées du Patrimoine.
Comme l'indique l'Institut national de recherches archéologiques préventives (INRAP), un objet sorti de son contexte archéologique fait que l'on perd toute possibilité de l’étudier correctement (datation, usage…), comme on perd une compréhension du site dans son ensemble. L’archéologie écrit l’histoire, le pillage l’efface.

## Types de pillage

### Pillage de tombes
En France, le pillage de tombes contemporaines semble être une pratique courante.
Cela peut être le vol d'objets en métal, laiton ou cuivre comme des ornements ou des croix comme en témoigne le cas d'au moins 483 tombes qui avaient été pillées dans le petit cimetière d'Houdain, près de Béthune (Pas-de-Calais), dans la nuit de mardi à mercredi 26 janvier 2022.
Mais aussi jusqu'au vol de bijoux des cadavres dans des cimetières lors des reprises de concessions, c'est-à-dire lorsque les tombes sont abandonnées faute de descendants. Un "dépouillement des morts" de leurs bagues, colliers voire de leurs dents en or en les arrachant à la pince. On peut aussi trouver des cas de vol de marbre pour le polir, le retailler et le revendre.
Les exemples ne sont pas rares comme le cas en juin 2022 du vol de nombreuses décorations funéraires et notamment des éléments en bronze déposés sur les sépultures dans le cimetière de Villebon-sur-Yvette (Essonne). La même année, la sépulture de Jean-Pierre Pernaut, journaliste et présentateur de télévision français, avait également été pillée.
Ainsi de nos jours, des individus pratiquent toujours le pillage et la profanation de tombes contemporaines dans un but essentiellement pécuniaire. Les tombes plus anciennes avec un intérêt patrimonial et archéologique n'y échappent pas.
On peut citer la destruction d'un site funéraire celte à Chules (Suisse) où des pillards ont causé de graves déprédations en cherchant des artefacts sur le site archéologique bien connu du Jolimont. Une cavité de 2 mètres de profondeur et 1,5 mètre de largeur pratiquée par les pillards avaient été découverte par hasard et signalée au Service archéologique du canton de Berne (SAB) en décembre 2021.
Au mois de septembre 2022, des individus équipés de détecteurs de métaux ont dérobé des ossements, de la céramique, des tuiles et d’autres pièces sur le site gallo-romain situé le long de la route de Ramillies et de la chaussée romaine à Taviers (Belgique).

### Pillage de chantiers archéologiques en cours
En France, le pillage de chantiers archéologiques en cours d'étude est pratiqué notamment par les détectoristes de métaux. Plusieurs cas sont recensés comme le chantier de fouilles de Magny-Cours en 2013. Ou bien encore comme le chantier de fouilles de la nécropole de Plougonvelin en 2020, vandalisé par deux fois. Lors de ce vandalisme, une céramique avait été en partie détruite. En mars 2025, le pillage du patrimoine archéologique français est toujours d'actualité, le site de Saint-Romain-de-Jalionas — un site aristocratique occupé en continu depuis la période gauloise jusqu'au Moyen-Âge — a été pillé et ravagé par des coups de pelle.
En Belgique, durant les mois de mai et juin 2023, au moins trois squelettes quasi complets et deux crânes surnuméraires ont été volés sur le site de fouilles d'Huppaye.

### Pillage de sites archéologiques connus

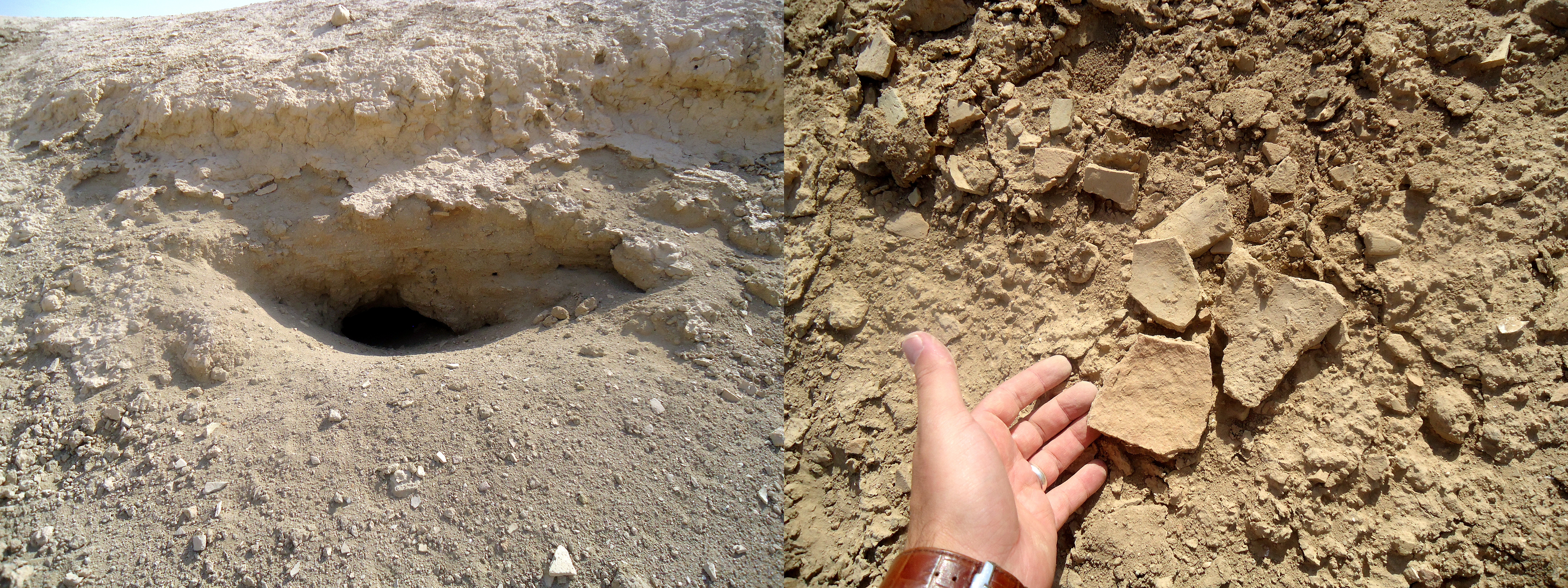
Un trou de pilleur (à gauche) dans l'ancienne cité Sumérienne de Kish en Iraq, et des fragments de céramique éparpillés à proximité du trou (droite)

En France, le pillage de sites archéologiques connus existe. Villa gallo-romaine du Gers, oppidum gaulois de l’Aude, nécropole près de Toulouse, le château de Labarre en Ariège ou encore la tentative sur le site des thermes gallo-romains de Warcq en 2022.
Il n'est pas rare que la presse relate des infractions et des délits liés à l'utilisation de détecteur de métaux et le pillage du patrimoine archéologique. Par exemple en mars 2023,, une personne s'estimant être un simple passionné qui a découvert ces objets au gré du hasard et ayant reconnu les faits avait été poursuivi pour non-déclaration de découverte archéologique fortuite, utilisation sans autorisation d’un détecteur de métaux pour recherche historique ou archéologique, exécution de fouilles archéologiques par une personne non-titulaire de l’autorisation et dégradation ou détérioration de patrimoine archéologique ainsi que vol. Parmi ces nombreux objets provenant de fouilles découverts et saisis figuraient des bronzes datent de 900 à 800 ans avant notre ère, des fragments d’épées, de poignards, de pointes, de bracelets, des tenons en bronze, et également de la monnaie militaire et de commerce comme une pièce gauloise du peuple  Osisme.
En juillet 2023, cette pratique est toujours en cours en France comme en témoigne la mise en fuite de deux personnes munies de détecteurs de métaux par un élu de La Souterraine se trouvant à proximité d'une site archéologique de Bridiers connu depuis 2019 par les archéologues.
Si la pratique de fouilles clandestines n'a pas cessé au cours des années, en revanche, la synergie des services de l'Etat ont pour conséquence un accroissement du nombre de procès de pilleurs, notamment d'utilisateurs d'un détecteurs de métaux. Les sanctions sont importantes : saisie des matériels de détection, objets archéologiques, amendes et parfois peine de prison avec sursis ou ferme. Dans le cas d'affaires relevant de la douane, les amendes peuvent être très fortes, dernièrement dans le nord-est de la France, un tribunal a prononcé une amende de 400 000 euros.

## Méthodes de pillage

### Détecteur de métaux

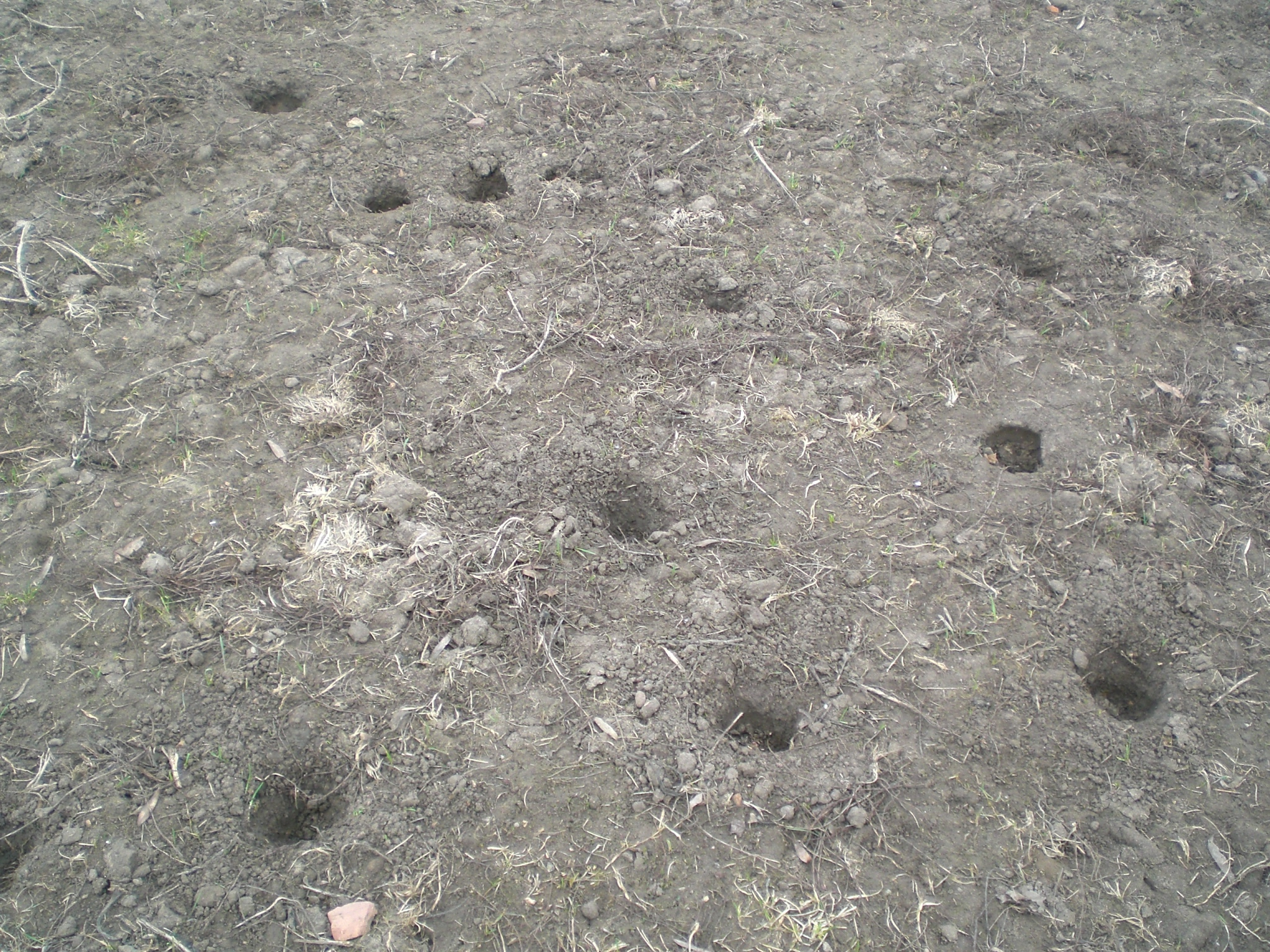
Trous typique d'un pillage à l'aide de détecteurs de métaux dans un champ en Allemagne en 2012

Cette méthode de pillage du patrimoine archéologique et sa problématique ne sont pas récentes. En 1984, la littérature française faisait mention de cette pratique considérée comme un fléau international qui met en péril le patrimoine archéologique.
En France, la loi dispose l'article 1 de la loi 89-900 du 18 décembre 1989 relative à l'utilisation des détecteurs de métaux : « Nul ne peut utiliser du matériel permettant la détection d'objets métalliques, à l'effet de recherches de monuments et d'objets pouvant intéresser la préhistoire, l'histoire, l'art ou l'archéologie, sans avoir, au préalable, obtenu une autorisation administrative délivrée en fonction de la qualification du demandeur ainsi que de la nature et des modalités de la recherche ».
En Grande-Bretagne par exemple, le Council for British Archaeology avait lancé en 1979 la campagne Stop Taking Our Past! (STOP!) avec le soutien d'un large éventail de sociétés, d'organismes professionnels et d'organisations. Cette campagne visait à sensibiliser aux dommages que la détection de métaux non-réglementée causait aux archives archéologiques et avait poussé à interdire la détection de métaux au Royaume-Uni En riposte, les utilisateurs, fabricants et détaillants de détecteurs avaient fondés le Detector Information Group (DIG) qui se présenta officiellement comme un groupe de pression intervenant auprès de l'opinion publique. Ceci par l'intermédiaire des médias, auprès de la Justice pour la défense des utilisateurs poursuivis et au niveau des législateurs afin d'empêcher que des mesures soient prises pour limiter l'emploi des détecteurs. Le DIG avait été très efficace car il avait plus ou moins réussi à faire passer le mouvement STOP! pour une initiative de professionnels jaloux refusant toute "démocratisation de l'archéologie".

## Sensibilisation et information du public

### Exposition
Afin de présenter au public cette pratique et ses conséquences sur notre patrimoine historique, culturel et archéologique, une exposition temporaire intitulée Trésors coupables a été mise en place en décembre 2022 au Musée d’histoire de Marseille. Cette exposition est conçue en partenariat avec l'Inrap et reconnue d’intérêt national par le ministère de la Culture. Elle est également placée sous le patronage de l’UNESCO et bénéficie du label d'Exposition d'intérêt national.